# Pausverkiezing van 1287-1288
De pausverkiezing van 1287-1288 vond plaats van 4 april 1287 tot 22 februari 1288 in Rome, en volgde op de dood van paus Honorius IV. De pausverkiezing leidde tot de verkiezing van Girolamo Masci d'Ascoli als paus Nicolaas IV. Vanwege het opheffen van de apostolische constitutie Ubi periculum door paus Adrianus V in 1276, was deze pausverkiezing sensu stricto geen conclaaf.

## Achtergrond en verloop
De pausverkiezing wordt beschouwd als de dodelijkste in de geschiedenis van de Rooms-Katholieke Kerk: tijdens de periode van de verkiezing, die meer dan 10 maanden duurde, overleden zes van de zestien kiesgerechtigde kardinalen, vermoedelijk aan malaria.
Na het overlijden van paus Honorius IV op 3 april 1287 kwamen de kardinalen bijeen om een opvolger te kiezen. De uitbraak van ziekte onder de kardinalen leidde tot het schorsen van het conclaaf. Slechts zeven kardinalen keerden uiteindelijk terug naar Rome en kwamen vanaf 15 februari 1288 opnieuw bijeen. Zij ontdekten dat kardinaal Girolamo Masci, een franciscaan, gedurende de gehele periode in het klooster van Santa Sabina was gebleven. Zijn aanhoudende aanwezigheid en toewijding maakten indruk op de andere kardinalen, die hem unaniem verkozen tot paus. De verkiezing vond plaats in het Corte Savella-paleis, dat door Honorius IV was gebouwd en de facto diende als pauselijke residentie.
Girolamo Masci weigerde aanvankelijk het pauselijk ambt te aanvaarden, maar stemde uiteindelijk op 22 februari 1288 toe en nam de naam Nicolaas IV aan. Hij werd daarmee de eerste franciscaanse paus.